# Yngve Holm (direktör)
Yngve Victor Holm, född 27 oktober 1889 i Karlskrona, död 14 juli 1954 i Stockholm, var en svensk direktör. Han var far till Lennart Holm.
Efter studentexamen i Karlskrona 1907 utexaminerades Holm från Kungliga Tekniska högskolan 1911, var anställd vid Hemsjö Kraft AB, Finsjö Kraft AB och Sydsvenska Kraft AB 1911–1921, var chef för Halmstads stadss elektricitetsverk 1921–1931, överingenjör vid Stockholms elektricitetsverk 1931–1938 och verkställande direktör i Krångede AB från 1938. Holm var ledamot i Svenska teknologföreningen samt ordförande i Semko. Han var gift med Kerstin Göth (1895–1984). Makarna Holm är begravda på Norra begravningsplatsen utanför Stockholm.